# Christian Escoudé
Christian Escoudé, né le 23 septembre 1947 à Angoulême et mort le 13 mai 2024, est un guitariste et compositeur de jazz français.

## Biographie
Christian Escoudé est né en 1947 à Angoulême dans un milieu manouche. Sa famille s'est installée en Charente, lorsque les troupes allemandes ont envahi la France en juin 1940. Son père, tzigane et guitariste, lui transmet sa passion pour Django Reinhardt et le jeu de la guitare. Il opte pour un parcours de musicien, dans cette France qui sort de la Seconde Guerre mondiale, qui a besoin aussi de s'amuser. Il accompagne divers chanteurs et musiciens. En décembre 1975, il reçoit le prix Django Reinhardt de l’Académie du Jazz.
Il multiplie par la suite les participations à des festivals, dont le Festival de Samois, organisé en hommage à Django Reinhardt,, et les collaborations diverses avec des musiciens de jazz français ou américains.
En 1980, il part en tournée aux États-Unis, au Brésil et au Japon, avec John McLaughlin. Il entre ensuite dans le grand orchestre de Martial Solal, puis se produit dans d'autres formations.
Christian Escoudé se produit en duo en 1983, avec Didier Lockwood, auquel s'ajoute ensuite Philip Catherine. En 1985, il forme le Trio Gitan avec Boulou Ferré et Babik Reinhardt.
Puis il continue son chemin, dans d'autres formations et en compagnie de musiciens de jazz contemporains, rappelant aussi régulièrement son attachement à la musique de Django Reinhardt.
Christian Escoudé meurt le 13 mai 2024 à Soyaux (Charente), à l'âge de 76 ans,. Il est inhumé au cimetière des Effamiers, situé dans la même ville.

## Prix et récompenses
- 1976 : Prix Django-Reinhardt
- 2008 : Trophée international Django d’Or 2008 de la Guitare
- 2022 : Victoires du Jazz : Victoire d'honneur

## Discographie
- 2019 - Django, les inédits - Cristal Publishing
- 2013 - Saint-Germain-Des-Prés -  Classics Jazz France
- 2011 - Au bois de mon cœur. Christian Escoudé joue Brassens - Emarcy
- 2008 - Plays Stéphane Grappelli - Bluejazz
- 2008 - Jazz Manouche Volume 4 - Wagram Music
- 2008 - 20 ans de Trio Gitan - Nocturne
- 2007 - Guitares Jazz - Wagram Roots
- 2007 - From Paris with Jazz – Guitar - Nocturne
- 2006 - Guitar Visions - Disque Dreyfus
- 2006 - Django Stylee - Productions Spéciales
- 2005 - Venez donc chez moi… - Djaz Records
- 2005 - Ok ! - Djaz Records
- 2005 - Ma ya. Ya - Nocturne
- 2004 - Swing Manouche - Frémeaux & Associés
- 2004 - Mes Anges - Cristal Records
- 2003 - Jazz Live in Samois - JFR
- 2003 - Gypsy Swing Guitar - Frémeaux & Associés
- 2002 - Paris ma Muse - Frémeaux & Associés
- 2002 - Gypsy Jazz School - Iris Music
- 2001 - Express 137A… - Musicast
- 2001 - Charentes - Elabeth
- 2001 - Astor Piazzolla - Maguelone
- 1998 - Osmose - Jazz-Beat
- 1998 - NostalGitan - Virgin Classics
- 1998 - A Suite for Gypsies - Gitanes Jazz/Verve
- 1998 - Sur Le Zinc avec Nelly Decamp et Frédéric Laroque.
- 1997 - Passez la Monnaie ! - Le Chant du Monde
- 1996 - At Duc des Lombards - Verve
- 1994 - Cookin’ in Hell’s Kitchen - Gitanes Jazz/Verve
- 1993 - Live in Paris - Gitanes Jazz/Verve
- 1993 - In L.A. - Standards Volume 1 - Gitanes Jazz/EmArcy
- 1992 - Holidays - Gitanes Jazz/EmArcy
- 1991 - Plays Django Reinhardt - Gitanes Jazz/EmArcy
- 1990 - Live at the Village Vanguard - EmArcy
- 1989 - Gipsy Waltz - EmArcy
- 1988 - Midnight in Paris - EmArcy
- 1988 - Festival de Samois-sur-Seine 1987 - JFR
- 1987 - Masters - Carlyne
- 1985 - Three of a Kind - Label JMS
- 1985 - Dolores - Cerise
- 1983 - Paint Pot avec Didier Lockwood et Philip Catherine - Label JMS
- 1983 - Guitars on the Move - Strings Records
- 1983 - Changement d’avis - Label JMS
- 1982 - Featuring Toots Thielmans - Label JMS
- 1981 - Martial Solal Big Band - Gaumont Musique
- 1981 - Gipsys’ Morning - Label JMS
- 1981 - First Step in - Strings Records
- 1981 - Ceccarelli - Polydor
- 1980 - One World in Eight - Magic Purple Sunshine
- 1980 - Collection Privée - Carlyne
- 1979 - Return - Red Records
- 1979 - Not Much Noise Volume 2 - Spotlite
- 1979 - Gousti - All Life
- 1979 - Christian Escoudé & Alby Cullaz - Red Records
- 1978 - Swing Strings System - Evidence
- 1978 - Not Much Noise Volume 1 - Poljazz
- 1978 - Mirjana - Ahead 1978 / Black & Blue
- 1978 - Gitane - All Life
- 1977 - Confluence « Arkham » - RCA
- 1976 - Libra - Musica
- 1976 - Les 4 éléments - Musica
- 1976 - Jazz Jamboree 76 Volume 2 - Muza
- 1976 - Grand Parade du Jazz - Black & Blue
- 1976 - Confluence : 4 voyages - RCA
- 1975 - Réunion - Musica
- 1974 - Le sujet ou le secrétaire aux mille et un tiroirs - Musique de Film